# Shin Suk-ja
Shin Suk-ja (auch Shin Sook-ja; * 1942 in Tongyeong, Chōsen, damaliges japanischen Kaiserreich, heutiges Südkorea; † 23. November 2008 in Pjöngjang, Nordkorea) war eine südkoreanische politische Gefangene in einem nordkoreanischen Internierungslager. Sie war verheiratet mit Oh Kil-nam (kor. 오길남) und hatte zwei Töchter Oh Hye-won (오혜원, auch Oh Hae-Won) und Oh Kyu-won (오규원, auch Oh Gyu-Won). 1985 wurde die ganze Familie von nordkoreanischen Agenten mit falschen Versprechungen von medizinischer Behandlung und einer begehrten Anstellung im Staatsdienst nach Nordkorea gelockt. Als Oh Kil-nam von einer Fahrt aus Europa nicht zurückkehrte, wurden Shin Suk-ja und ihre Töchter 1987 ins Internierungslager Yodŏk deportiert.

## Leben
Shin wurde zu der Zeit, als Korea eine Provinz Japans war, in Tongyeong in Keishō-nandō geboren und besuchte dort die Grundschule und die Mittelschule. Von 1958 an studierte sie Krankenpflege an der Krankenpflegeschule Masan. 1970 emigrierte sie nach Deutschland, um in Tübingen als Krankenschwester zu arbeiten. Dort lernte sie Oh Kil-nam kennen, einen Studenten der Wirtschaftswissenschaft, und das Paar heiratete 1972. Später zogen beide in die Nähe von Kiel, wo die beiden Töchter Oh Hye-won (am 17. September 1976) and Oh Kyu-won (am 21. Juni 1978) geboren wurden. Bis 1985 lebte die Familie zusammen in Kronshagen bei Kiel und die Kinder gingen dort zur Schule und nahmen Geigenunterricht.

### Nach Nordkorea gelockt
1985 war Frau Shin an Hepatitis erkrankt und wurde bei einem Verkehrsunfall verletzt. Nordkoreanische Agenten versprachen der Familie eine kostenlose erstklassige Behandlung und eine Professur an der Universität in Pjöngjang. Shin wollte nicht nach Nordkorea, aber ihr Mann ignorierte ihre Bedenken und so zog die Familie nach Nordkorea.
Ihr Schicksal ist ähnlich wie das von Zehntausenden von in Japan lebenden Koreanern, die mit falschen Versprechungen nach Nordkorea gelockt wurden. Das prominenteste Beispiel ist die Familie von Kang Chol-hwan.

### Leben in Nordkorea
In Nordkorea wurde keines der Versprechen erfüllt. Stattdessen wurde die Familie in ein Indoktrinationslager der Armee geschickt und musste die Juche-Ideologie und die Schriften von Kim Il-sung studieren. Dann mussten Oh und Shin bei einem Radiosender arbeiten, der nordkoreanische Propagandasendungen nach Südkorea ausstrahlte. Später wurde Oh Kil-nam nach Deutschland geschickt, um für Nordkorea weitere südkoreanische Studenten zu rekrutieren, seine Familie durfte aber nicht mitkommen. Oh erinnert sich, dass ihm seine Frau ins Gesicht schlug, als er sagte er würde südkoreanische Studenten nach Nordkorea bringen, und ihm sagte „wir müssen die Folgen unserer falschen Entscheidung tragen, aber du darfst nicht andere zu Opfern machen und einfach verschwinden. Unsere Töchter sollen nicht die Töchter verhasster Komplizen werden. Wenn du diesem Land entkommen kannst, dann versuche uns zu retten, aber wenn das nicht geht, dann betrachte uns als tot.“
Oh Kil-nam hat 1986 auf dem Weg nach Deutschland politisches Asyl in Dänemark beantragt. 1987 wurden Shin und ihre Töchter (im Alter von 9 und 11 Jahren) ins Internierungslager Yodŏk deportiert, offenbar weil ihr Ehemann nicht nach Nordkorea zurückkehrte. Nordkoreanische Vermittler gaben Oh 1988 und 1989 Briefe von seiner Frau und seinen Töchtern, außerdem 1991 ein Kassettenband mit ihren Stimmen und sechs Fotos der Familie aus Yodŏk. Einige der Fotos wurden veröffentlicht. An Hyuk und Kang Chol-hwan, beide nordkoreanische Flüchtlinge und ehemalige Gefangene im Lager Yodŏk, haben bestätigt, dass Shin trotz mehrerer Selbstmordversuche zur Zeit ihrer eigenen Entlassung noch lebte.
Unbestätigten Gerüchten zufolge soll Shin im September 2011 vorübergehend in ein anderes Lager gebracht worden sein und sie soll sich trotz ihrer schlechten Gesundheit geweigert haben, einen Treueeid für Kim Jong-il abzulegen.
2012 wurde jedoch bekannt, dass Shin Suk-ja 1998 aus dem Internierungslager Yodok entlassen worden sein soll.

## Kampagnen zur Befreiung von Shin Suk-ja
Amnesty International startete 1993 eine Kampagne zur Befreiung von Shin und ihren Töchtern aus dem Lager Yodŏk. Auf der Basis aller verfügbaren Informationen geht Amnesty International davon aus, dass Shin Sook Ja und ihre Töchter interniert wurden, weil Oh Kil-nam im Ausland politisches Asyl beantragt hatte. Amnesty International betrachtet Shin und ihre Töchter als politische Gefangene und fordert von den nordkoreanischen Behörden ihre sofortige und bedingungslose Freilassung. Aber die nordkoreanischen Behörden haben noch nicht einmal ihren Aufenthaltsort bestätigt.
Menschenrechtsaktivisten in Shins Heimatstadt starteten im April 2011 die „Rettet die Tochter der Stadt Tongyeong“-Kampagne, über die in Südkorea und weltweit berichtet wurde, und sammelten über 70.000 Unterschriften für die Befreiung von Shin und ihren Töchtern.
Im November 2011 nahm Amnesty International Frau Shin und die anderen politischen Gefangenen des Lagers Yodŏk in die Briefaktion „Write for Rights“ auf.

## Tod
Laut nordkoreanischen Angaben vom 8. Mai und 15. Juni 2012 soll Shin Suk-ja zwischenzeitlich verstorben sein. Ein Dokument, ausgestellt vom Militärkrankenhaus 695 in Pjöngjang, gibt an, dass Shin am 23. November 2008 in ihrer Wohnung in der Nähe des Verteidigungsministeriums an Leberzirrhose gestorben ist, nachdem sie 1998 aus dem Internierungslager Yodŏk entlassen worden sein soll.